# ケヴィン・ホフラント
ケヴィン・キーガン・ホフラント（Kevin Keegan Hofland, 1979年6月7日 - ）は、オランダ・リンブルフ州ブルンスム出身の元同国代表サッカー選手、現サッカー指導者。現役時代のポジションはディフェンダー。

## 選手経歴

### 初期
ヘールレンに生まれ、ブルンスムで育つ。4歳の時に地元のSVリンブルヒアに入団すると、6年後にはフォルトゥナ・シッタートへと移籍する。ユース時代には左サイドを中心とした様々なポジションを経験したが、当時のヘンク・デュート監督によって後にキャリアを通じて本職となるCBにコンバートされる。1997年9月10日のスパルタ・ロッテルダムとのアウェイ戦（1-1のドロー）でエールディヴィジデビューを果たす。プロ初年度はリーグ戦6試合の出場に留まったが、翌1999-00シーズンはレギュラーを勝ち取りクラブのリーグ12位フィニッシュに貢献した。

### PSV
2000年夏の移籍市場でPSVアイントホーフェンに加入。若手ながらも激しいチーム内競争を制してポジションを確保したが、UEFAチャンピオンズリーグのグループステージ・アーセナルFC戦において足首に重傷を負って以降はヴィルフレート・ボウマにスタメンの座を譲った。2003-04シーズンはアヤックス・アムステルダムに次ぐリーグ2位で終えたクラブでリーグ20試合に出場した。チェルシーFCからのローンでアレックスが加入すると、PSVを退団することを決断。同クラブでは5つのタイトルを獲得した。

### ヴォルフスブルク
PSV時代の指揮官であるエリック・ゲレツ率いるVfLヴォルフスブルクに加入。ブンデスリーガでのデビュー戦は2004年8月7日に行われたボルシア・ドルトムントとの試合で、フル出場を果たし2-1で勝利を収めた。その後2シーズンを過ごし、何れもリーグ15位と苦しむクラブで49試合に出場し2ゴールを記録した。

### フェイエノールト以降
2007年6月28日、フェイエノールトと4年契約を交わし母国へ復帰。2008年には自身初にして唯一となるKNVBカップを獲得したが、2009-10シーズンはリーグ戦8試合の出場に終わった。翌シーズンはキプロス・ファーストディビジョンのAEKラルナカに期限付き移籍。同クラブではキャプテンに就任し、自身キャリアハイとなるシーズン5ゴールを挙げクラブはリーグ4位となった。2011年7月には完全移籍することが発表された。2012年3月17日、新たな足首の負傷により現役を引退することを表明した。

### 代表
2000年11月15日、セビージャで開催されたスペインとの親善試合でオランダ代表デビューし、2-1の勝利で飾った。2002 FIFAワールドカップ・ヨーロッパ予選にも4試合でプレーしたが、チームは予選突破を逃した。

## 指導者経歴
2020年4月22日、2020-21シーズンからフォルトゥナ・シッタートの監督に就任することが発表された。キャリアで初めてトップリーグのクラブを指揮することになる。
2021年6月2日、マルク・ファン・ボメルのアシスタントコーチとしてVfLヴォルフスブルクのスタッフ入りをした。
2022年3月14日、2021-22シーズン終了までヴィレムIIの指揮を執ることが決定した。就任時は降格圏に沈んていたが、就任後はチームを復調させてチームを残留に導いたことで契約を2024年まで延長した。

## 人物
既婚者であり、3人の息子がいる。

## タイトル

### 選手時代
PSVアイントホーフェン
- エールディヴィジ：2回（2000-01、2002-03）
- ヨハン・クライフ・スハール：3回（2000-01、2001-02、2003-04）

フェイエノールト
- KNVBカップ：1回（2007-08）